# Blaesodactylus
Blaesodactylus Boettger, 1893) è un genere di piccoli sauri arboricoli della famiglia dei Gekkonidi, endemico del Madagascar.
Sono noti come gechi vellutati del Madagascar.

## Biologia
Sono gechi notturni e arboricoli, si nutrono di insetti.

## Tassonomia
Il genere Blaesodactylus comprende cinque specie:
- Blaesodactylus ambonihazo Bauer, Glaw, Gehring & Vences, 2011
- Blaesodactylus antongilensis (Böhme & Meier, 1980)
- Blaesodactylus boivini (Duméril, 1856)
- Blaesodactylus microtuberculatus Jono, Bauer, Brennan & Mori, 2015
- Blaesodactylus sakalava (Grandidier, 1867)

Alcune di queste specie erano precedentemente classificate come appartenenti ai generi Homopholis e Platypholis.